# Brea (Tracia)
Brea (in greco antico: Βρέα?) era una polis dell'antica Grecia ubicata in Tracia.

## Storia
Esiste un'epigrafe contenente un decreto che stabilisce le regole per la fondazione della colonia ateniese di Brea. La data del decreto non è certa, ma si propende per il periodo che va dal 445 al 439 o al 426 a.C., secondo i diversi storici.
Viene citata anche in un frammento di Teopompo, raccolto da Stefano di Bisanzio, colonia ateniese ubicata in Tracia.
La sua posizione esatta non è nota, anche se è stato suggerito che potrebbe essere stata situata nella penisola Calcidica in Bisaltia o nella moderna Veria.